# آری واتانن
آری واتانن (فنلاندی: Ari Vatanen؛ زادهٔ ۲۷ آوریل ۱۹۵۲) راننده رالی اهل فنلاند است.
از باشگاه‌هایی که در آن بازی کرده‌است می‌توان به تیم رالی جهانی فورد، پژو اسپورت، و تیم رالی جهانی سوبارو اشاره کرد. وی در سال ۱۹۸۱ قهرمان رالی قهرمانی جهان شده است.